# Кошелев, Александр Иванович (орнитолог)
Кошелев Александр Иванович (15 августа 1949 года, с. Рожественский, Карасукский район, Новосибирская область, СССР — 15 октября 2021 года, Мелитополь, Запорожская область, Украина) — Советский и украинский зоолог, орнитолог и педагог, доктор биологических наук, профессор.
Выпускник Томского государственного университета им. В. Б. Куйбышева в 1971 году (специальность — «биолог, преподаватель биологии и химии»). В 1971 году начал работать учителем биологии, химии и географии в школе в Томской области. В 1972 году он перешел в Биологический институт Сибирского отделения Академии наук СССР (Новосибирск), где он работал до 1980 года. В том же году переехал в Украину, в Одесский государственный университет имени И. И. Мечникова, где до 1987 года работал доцентом. В том же году начал свою карьеру и научную деятельность в Мелитопольском государственном педагогическом университете, где занимал должности доцента кафедры общей биологии и охраны природы природно-географического факультета (1987—1990), заведующего этой кафедры (1991—1995), заведующего кафедрой биологического профиля факультета химии и биологии (1996—2018), с 2018 года — профессор кафедры охраны окружающей среды и рационального природопользования.
Скончался 15 октября 2021 года.

## Научная деятельность
Изучал проблемы сохранения биоразнообразия, экологических систем, экологии животных, поведения, особенности миграций и вопросы охраны птиц. Специалист в области авиационной и гуманитарной орнитологии, экологического образования, охотничьего хозяйства, охраны природы, биоразнообразия, заповедного дела.
В 1980 году получил степень кандидата биологических наук, защитив в диссертационном совете Биологического института СО АН СССР диссертацию на тему «Экология лысухи Fulica atra L. в Западной Сибири» по специальности 03.00.08 — зоология. В 1991 году он получил докторскую степень, защитив в диссертационном совете Института зоологии имени И. И. Шмальгаузена Академии наук Украинской ССР диссертацию на тему «Структурные и функциональные особенности гнездящихся сообществ птиц водоплавающих птиц» по специальности 03.00.08 — зоология.

## Образовательная деятельность
В Мелитопольском государственном педагогическом университете преподавал дисциплины: «Зоология», «Эволюционное учение», «Экология», «Биоразнообразие и методы его оценки», «Биоразнообразие наземных и водных экосистем», «Популяционная биология», «Этология», «Заповедное дело», «Управление национальными парками».

## Публикации
Автор более 500 научных и научно-популярных работ. Среди них:
- Кошелев А. И. Птицы степных озер. — Барнаул: Алтайск. кн. изд-во, 1983. — 127 c.
- Кошелев А. И. Лысуха в Западной Сибири. — Новосибирск: Наука, 1984. — 176 с.
- Хроков В. В., Кошелев А. И. Совы. — Алма-Ата: Кайнар, 1985. — 168 с.
- Курочкин Е. Н., Кошелев А. И. Семейство пастушковых // Птицы СССР /курообразные — журавлеобразные/. — Л.: Наука, 1987. — C. 335—464.
- Kurotschkin E.N., Koschelev A.I. Familie Rallidae // Handbuch der Vogel der Sowjetunion. Bd.4. Galliformes-Gruiformes. — Wittenberg Lutherstadt: A. Ziensen Verlag, 1989. — S. 258—362.
- Кошелев А. И., Корзюков А. И., Валяев Н. А., Жмуд М. Е. Лысуха в Дунай-Днестровском междуречье // Орнитология. — М.: МГУ, 1990. — Вып. 24. — С. 51-67.
- Кошелев А. И. Род совки Otus (сплюшка, уссурийская, буланая и ошейниковая совки) // Птицы России и сопредельных регионов: Рябкообразные, голубеобразные, кукушкообразные, совообразные. — М.: Наука, 1993. — C. 325—364.
- Кошелев А. И. Род горлицы Streptopelia (кольчатая, короткохвостая, большая) // Птицы России и сопредельных регионов: Рябкообразные, голубеобразные, кукушкообразные, совообразные. — М.: Наука, 1993. — C. 118—130. — C. 149—162.
- Koshelev A.I. Baillon's Crace Porzana pusilla // Birds in Europe: Their Conservation Status (Tucker G.M., Heath M.F.), 1994. — Cambridge, UK: Bird Life International (B.L. Conservations, Series N3, 600 pp.). — P. 226—227.
- Кошелев А.И. Национальный план действий по сохранению баклана малого (Ph. pigmaeus) в Украине // Национальные планы действий по сохранению глобально уязвимых видов птиц. Киев: Софт АРТ, 2000. - С. 44-54.
- Черничко И. И.[укр.], Сиохин В. Д., Кошелев А. И., Дядичева Е. В., Кирикова Т. А. Молочный лиман // Численность и размещение гнездящихся околоводных в водно-болотных угодьях Азово-Черноморского побережья Украины. — Мелитополь-Киев: Бранта, 2000. — с. 339—372.
- Кошелев А. И., Кошелев В. А., Николенко А. Н., Пересадько Л. В. Птицы нашего города. — Мелитополь, 2006. — 200 с.
- Кошелев А. И., Кошелев В. А., Николенко А. Н. Заповедное Приазовье. — Мелитополь: Люкс, 2010. — 156 с.
- А. И. Кошелев, В. А. Кошелев, Ю.В. Кармышев[укр.], Т. И. Матрухан. Современное состояние и пути обогащения зоокомплексов наземных позвоночных на территории агробиологического комплекса Мелитопольского государственного педагогического университетаі.—  Scientific horizons–2015. Ecology: materials of the XI International scientific and practical conference 31-34
- Ю.В. Кармышев[укр.], А. И. Кошелев, Ярослав Волощук, Л. Л.  Ордян. Пути сохранения амфибий и рептилий в городе Мелитополе. Экология – философия существования человечества: сб. науч. стир стр. 82-88.—ООО "Колор Принт", Мелитополь 2019.

## Награды
- Почетная грамота Министерства народного образования РСФСР (1990)
- Почетная грамота МОН Украины (1992)
- Нагрудный знак «Отличник образования Украины» (11.09.1998)
- Нагрудный знак «Василий Сухомлинский» (24.02.2006)
- Грамота Верховной Рады Украины (12.11.2008)